# Villach–Rosenbach-vasútvonal
A Villach-Rosenbach–vasútvonal (a Jesenicébe vezető Karawankenbahn részeként) egy egyvágányú, villamosított fővonal Ausztriában, amelyet eredetileg a Salzburg és Trieszt közötti folyamatos vasúti összeköttetés részeként terveztek, építettek és nyitottak meg 1906. szeptember 30-án. Villachból Rosenbachba vezet, ahol a Karavankák-alagúton keresztül Szlovéniába vezet tovább.

## Története
1901-ben a kormány úgy döntött, hogy egy második vasúti összeköttetést épít Trieszt felé, hogy megtörje a Déli Vasút monopóliumát az észak-déli forgalomban az Osztrák–Magyar Monarchiában. 1901-ben a tervezett Karawankenbahn keretében a Villach-Rosenbach szárnyvonal (eredeti neve: Bärengraben) egyrészt a már meglévő (kitérő) Villach-Klagenfurt vonal tehermentesítésére, másrészt a Villach-Tarvis-Aßling vonal költséges fejlesztésének megakadályozására készült. A több vasút állami költségen történő építésére vonatkozó törvény 1901. június 8-án lépett életbe, amely 1905 végéig terjedő építési és beruházási kereteket szabott meg, és lehetővé tette az úgynevezett Új Alpesi Vasút építését. 1901-ben megkezdődtek a munkálatok a vonalon, amelyet 1906. szeptember 30-án nyitottak meg.

## Útvonal
A vonal egyvágányú, csak a Rosenbach-Jesenice szakasz a 7976 méter hosszú Karawanken alagúttal (szlovénül: Predor Karavanke) volt kétvágányú a Karawanken-alagút 2020-2021-es felújításáig. A teljes vonal 15 kV-os váltakozó feszültséggel és 16,7 Hz frekvenciával van villamosítva, Jesenice állomás a szlovén 3 kV-os egyenfeszültségű rendszerre való átállás helyszíne. A keleti Karawankenbahn (Rosentalbahn) és a nyugati vonal Rosenbachnál egyesül. A nyugati vonal az ausztriai Faak-tó mentén is halad.
A vonal jelentősége a jugoszláv háborúk után jelentősen csökkent, és csak az utóbbi években nőtt újra. Azonban még nem nyerte vissza korábbi jelentőségét.
A vonal ma a transzeurópai hálózatok része, és az elmúlt években az ÖBB felújította. Az új felsővezeték-rendszer mellett a vonal mentén lévő állomásokat is felújították: 2007-ben Faak am See állomást két vágányra csökkentették, két mellékperont építettek, és az addig létező mechanikus jelzőállomást lebontották. 2009-ben ezt követte Rosenbach állomás felújítása és lebontása (számos, már nem használt mellékvágányt elbontottak). 2009-ben a személyforgalom számára egy központi peront alakítottak ki, gyalogos aluljáróval. Az alacsony forgalom miatt nem telepítettek lifteket. Rosenbach állomás átépítése óta a teljes vonal forgalmát a villachi üzemirányító központ irányítja. Ledenitzenben 2017-ben új megálló épült, a régi állomás azóta csak vonatkeresztekre és tehervagonok tárolására szolgál. A Karawanken-alagút 2020 őszén és 2021 tavaszán történő lezárása során a Finkenstein megállóhelyet felújították, és Ledenitzen állomáson megnövelték a vágányok használható hosszát.

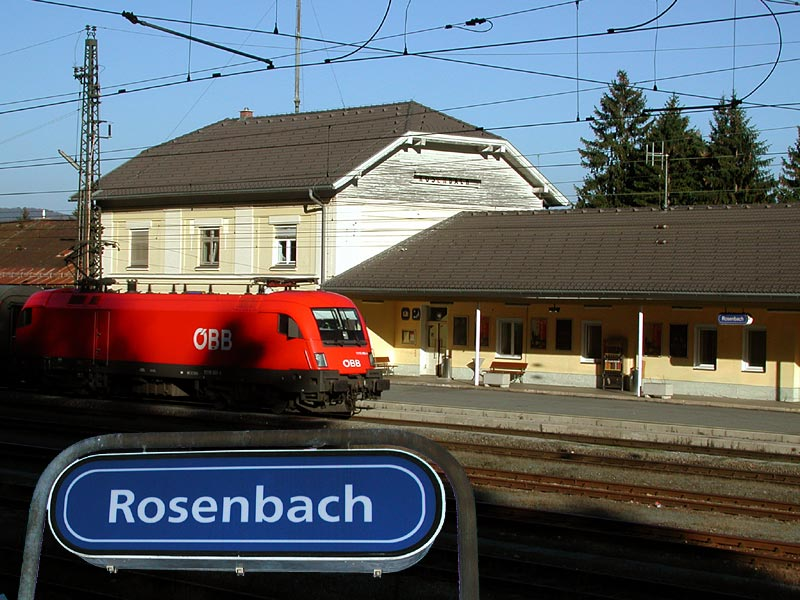
Rosenbach határállomás 2006 októberében

## Napjainkban
Jelenleg a Villach és Rosenbach közötti vonalat a S-Bahn Kärnten S2-es vasútvonalaként üzemeltetik. A két várost szinte folyamatos, óránkénti busz- és vonatjárat köti össze. Szlovénia uniós csatlakozása óta a távolsági vonatok nem állnak meg Rosenbachban. A Jesenice és Villach közötti határon átnyúló regionális közlekedés naponta legalább egyszer, a 2020-as nyári szezonban pedig gyakrabban, különösen hétfőtől péntekig gyakori.